# Kim Dong-hyun
Kim Dong-hyun (n. 12 noiembrie 1987, Seul, Coreea de Sud) este un bober ce a reprezentat Coreea de Sud, medaliat olimpic. A participat la 4 ediții ale Jocurilor Olimpice (2010, 2014, 2018, 2022) în care a câștigat o medalie de argint.